# Campionato francese di tennis 1920
Il Campionato francese di tennis 1920 (conosciuto oggi come Open di Francia o Roland Garros) è stato la 25ª edizione del Campionato francese di tennis, riservato ai tennisti francesi o residenti in Francia. Si è svolto sui campi in terra rossa del Racing Club de France di Parigi in Francia.
Il singolare maschile è stato vinto da André Gobert, che si è imposto su Max Décugis in quattro set col punteggio di 6–3, 6–3, 2–6, 7–5. Il singolare femminile è stato vinto da Suzanne Lenglen, che ha battuto in due set Marguerite Broquedis. Nel doppio maschile si sono imposti Max Décugis e Maurice Germot. Nel doppio femminile hanno trionfato Suzanne Lenglen e Élisabeth d'Ayen. Nel doppio misto la vittoria è andata a Suzanne Lenglen in coppia con Max Décugis.

## Seniors

### Singolare maschile
André Gobert ha battuto in finale  Max Décugis con il punteggio di 6–3, 6–3, 2–6, 7–5.

### Singolare femminile
Suzanne Lenglen ha battuto in finale  Marguerite Broquedis con il punteggio di 6–1, 7–5.

### Doppio maschile
Max Décugis /  Maurice Germot

### Doppio femminile
Suzanne Lenglen /  Élisabeth d'Ayen hanno battuto in finale  Germaine Golding /  Jeanne Vaussard con il punteggio di 6–1, 6–1.

### Doppio misto
Suzanne Lenglen /  Max Décugis hanno battuto in finale  Marie Conquet /  Marcel Dupont con il punteggio di 6–0, 6–3.